# Den gamle kirkegård i Łódź
Den gamle kirkegård i Łódź (polsk Stary Cmentarz) blev grundlagt i 1855 ved Ogrodowa- og Srebrzyńska-gaden. Den er med sine mange storartede arkitektoniske monumenter en af byens smukkeste kirkegårde. 
Kirkegården er delt i tre i en katolsk (11 ha), evangelisk (9 ha) og ortodoks (1 ha) del. Over 200 grave – kapeller, monumenter, skulpturer – er skrevet ind i seværdighedsregistret. 
Kirkegården er hvileplads for mange fremragende personer med tilknytning til Łódź. Her findes blandt andet mausoleerne til fabrikantfamilierne Grohman, Geyer, Kunitzer og Kindermann. Det mest storartede af disse, i den evangeliske del af kirkegården, er Karol Scheiblers neogotiske mausoleum (Scheiblers kapel), som blev bygget i årene 1885-1888 efter tegninger af Edward Lilpop og Józef Dziekoński fra Warszawa. Den katolske del domineres af familien Heinzels neorenæssancemausoleum (Heinzels kapell), hvor Juliusz Heinzel blev gravlagt som den første. Mausoleet blev bygget i årene 1899-1904. I den ortodokse del af nekropolisen ligger hovedesageligt russiske soldater og tsarembedsmænd begravet. 
Fra 1995 holdes der 1. november pengeindsamlinger for renoveringen af kirkegårdens seværdigheder, efter initiativ af journalisten Wojciech Słodkowski. Frem til i dag er flere objekter blevet renoveret og reddet. 

## Berømte personer begravet på kirkegården
- Ira Aldridge (1807-1867) – den evangeliske del
- Ludwik Anstadt (1841-1902) – den evangeliske del
- Alfred Biedermann (1866-1936 – den evangeliske del
- Robert Biedermann (1836-1899) – den evangeliske del
- Zbigniew Bielski (1946-1998) – den katolske del
- Bohdan Bejze (1929-2005) – den katolske del
- Jan Dylik (1905-1973) – den katolske del
- Anna Dylikowa (1912-2000) – den katolske del
- Julian Dziedzina (1930-2007) – den katolske del
- Gustaw Geyer (1844-1893) – den evangeliske del
- Emil Geyer (1848-1910) – den evangeliske del
- Ludwik Geyer (1805-1869) – den evangeliske del
- Henryk Grohman (1862-1939) – den evangeliske del
- Ludwik Grohman (1826-1889) – den evangeliske del
- Juliusz Heinzel (1834-1895) – den katolske del
- Konrad Jażdżewski (1908-1985) – den katolske del
- Karol Jonscher (1850-1907) – den evangeliske del
- Franciszek Kindermann (1837-1915) – den evangeliske del
- Leopold Kindermann – den evangeliske del
- Ernst Leonhardt (1840-1917) – den evangeliske del
- Jan Kopałka (1905 – 1999) – den katolske del
- Wacław Konopka (1881-1938) – den katolske del
- Juliusz Kunitzer (1843-1905) – den evangeliske del
- Stanisław Łukawski (1912-2003) – den katolske del
- Jan Moll (1912-1990) – den katolske del
- Leon Niemczyk (1923-2006) – den katolske del
- Jan Petersilge (1830-1905) – den evangeliske del
- Stefan Pogonowski (1895-1920) – den katolske del
- Robert Rembieliński (1894-1975) – den katolske del
- Stefan Rogowicz (1891 – 1946) – den katolske del
- Andrzej Rosicki (1814-1904) – den katolske del
- Karol Scheibler (1820-1881) – den evangeliske del
- Gustaw Schweikert (1860-1912) – den evangeliske del
- Robert Schweikert (1865-?) – den evangeliske del
- Igor Sikirycki (1920-1985) – den katolske del
- Władysław Strzemiński (1893-1952) – den katolske del
- Robert Wergau (1859-1909) – den katolske del

51°46′38″N 19°26′6″Ø / 51.77722°N 19.43500°Ø